# Heinz Flohe
Heinz Flohe (Euskirchen, 28 de janeiro de 1948 - 15 de junho de 2013) foi um futebolista alemão que atuou na posição de meia.

## Carreira
Flohe fez parte do elenco campeão da Seleção Alemã de Futebol, na Copa do Mundo de 1978.  Pela seleção da Alemanha Ocidental, jogou 39 partidas, marcando oito gols.